# Jamuovandu Ngatjizeko
Jamuovandu (Jamu) Ngatjizeko est un footballeur namibien né le 28 décembre 1984 à Windhoek. Il joue au poste de milieu de terrain, ainsi que certains postes de défenseur.
Il a participé à la Coupe d'Afrique des nations 2008 avec l'équipe de Namibie.

## Carrière
- 2006- : Civics FC ( Namibie)